# Орловка (Іглінський район)
Орло́вка (рос. Орловка, башк. Орловка) — присілок у складі Іглінського району Башкортостану, Росія. Входить до складу Красновосходської сільської ради.
Населення — 90 осіб (2010; 137 в 2002).
Національний склад:
- марійці — 48 %
- росіяни — 32 %